# Am Grünen Kuhweg

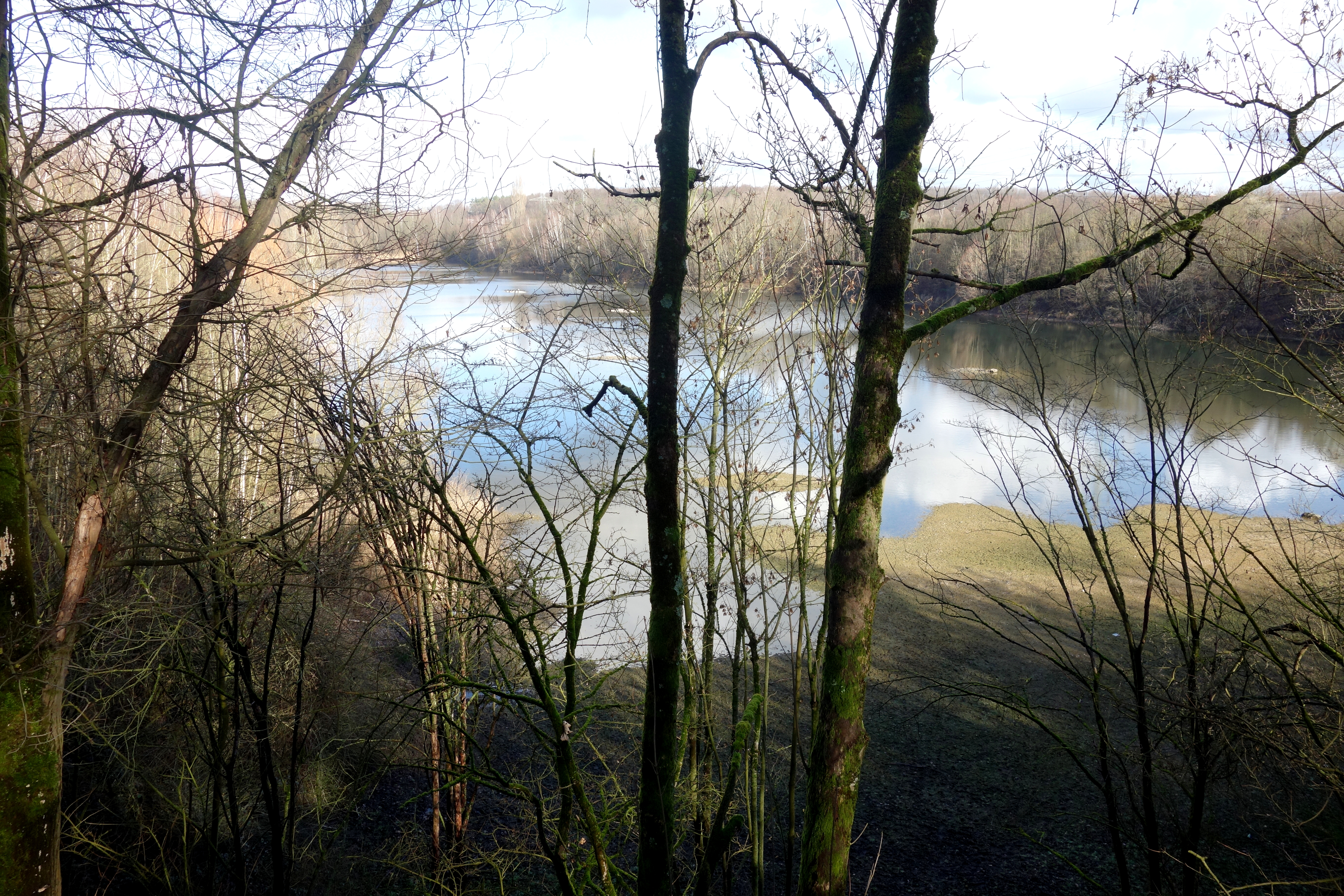
Am Grünen Kuhweg

Die Kiesgrube Am Grünen Kuhweg ist ein 26,61 Hektar großes Naturschutzgebiet im Kölner Stadtteil Flittard an der nördlichen Stadtgrenze Kölns. Das Gebiet besitzt eine sehr artenreiche Vegetation und ist Lebensraum vieler einheimischer Tierarten. Es ist als schutzwürdig eingestuft und seit 1991 als Naturschutzgebiet ausgewiesen.

## Beschreibung
Das Gelände ist geprägt von langen Steilböschungen mit ausdauernder Ruderalvegetation und einem ebenen Grund. Im Norden der Grube erstreckt sich eine große mit Algenwatten belastete Wasserfläche. Das Gewässer ist umgeben von kiesig-steinigen Uferbereichen ohne Vegetation. Im Südosten wurde eine Sand- und Kiesbank angelegt. Nordöstlich des Gewässers hat sich ein kleiner, flacher und stellenweise trockenfallender Tümpel ausgebildet. Die südliche Hälfte des Grubengrundes ist eben abgeschoben, so dass sich flache Gewässer gebildet haben.
Die Gewässer sind wertvolle Lebensräume für Wasservögel und werden vom Naturschutzbund Deutschland (ehemals DBV) betreut. Auf dem Damm am Rand, auf Aufwallungen und entlang der westlichen Grenze des Naturschutzgebietes sind Laubgehölz- und Waldstreifen aus zum Teil seltenen heimischen Laubholzarten anzutreffen. Am nördlichen Rand des Naturschutzgebietes verläuft der Mutzbach, der auf der gesamten Strecke begradigt und tief eingeschnitten ist. Von seinen steil ausgebildeten Ufern ist das Nordostufer durch eine angrenzende Ackerfläche stark beeinträchtigt.
Die Vegetation des Uferstreifens besteht aus Grünlandbegleitarten, einigen nitrophilen Uferhochstauden sowie vereinzelten Holundersträuchern. Das südwestliche Ufer grenzt an den Waldstreifen des Kiesgrubenrandes. Südlich des Grünen Kuhweges war ein ehemaliger asphaltierter Lagerplatz auf einer Altlast eingerichtet. Die durch Setzungen im Untergrund abgesenkte asphaltierte Fläche wurde mit Steinen und Kiesen zum Teil bis zu 50 cm aufgefüllt. Daraufhin entstanden kiesige Wasserstellen und eine Wasserrinne, was zum Entstehen einer natürlichen Vegetation führte, angereichert durch Anpflanzungen. Wie schon im nördlichen Teil der Grube so entwickelt sich auch hier eine Ruderalflur auf Rohbodenflächen.

## Flora
Das Naturschutzgebiet Am Grünen Kuhweg beherbergt die nachfolgenden, teils seltenen, Pflanzenarten:
Acker-Gauchheil, Acker-Kratzdistel, Ähren-Tausendblatt, Berg-Sandglöckchen, Blauroter Hartriegel, Breitblättriger Rohrkolben, Brombeeren, Drüsiges Weidenröschen, Echtes Johanniskraut, Echtes Tausendgüldenkraut, Flatter-Binse, Floh-Knöterich, Geflecktes Johanniskraut, Gemeine Braunelle, Gemeine Nachtkerze, Gemeiner Beinwell, Gemeines Greiskraut, Geruchlose Kamille, Gewöhnliche Kratzdistel, Giersch, Gift-Hahnenfuss, Große Brennnessel, Große Klette, Grüne Teichbinse, Gundermann, Hasen-Klee, Huflattich, Kanadische Goldrute, Kanadisches Berufkraut, Kleinblütige Königskerze, Kleinblütiges Weidenröschen, Kleiner Odermennig, Kleiner Vogelfuß, Kleines Habichtskraut, Kletten-Labkraut, Kriechender Hahnenfuss, Land-Reitgras, Milder Knöterich, Nadel-Sumpfbinse, Neubelgische Aster, Ölraps, Raue Gänsedistel, Rotes Straußgras, Ruprechtskraut, Sal-Weide, Sandbirke, Sanddorn, Sauerampfer, Schmalblättriger Rohrkolben, Schmalblättriges Greiskraut, Seggen, Silber-Pappel, Sumpf-Schafgarbe, Ufer-Wolfstrapp, Vielblättrige Lupine, Wald-Erdbeere, Wasserpfeffer, Weg-Distel, Weiße Pestwurz, Weißer Steinklee, Wiesen-Bärenklau, Wilde Karde

## Fauna
Folgende Tierarten sind im Naturschutzgebiet Am Grünen Kuhweg beheimatet:
Blauflügelige Ödlandschrecke, Blaugrüne Mosaikjungfer, Dreistachliger Stichling, Erdkröte, Fischadler, Gelbrandkäfer, Gemeiner Furchenschwimmer, Gemeiner Rückenschwimmer, Grasfrosch, Graureiher, Höckerschwan, Hufeisen-Azurjungfer, Kiebitz, Kleiner Fuchs, Kreuzkröte, Löffelente, Plattbauch, Sperber, Tagpfauenauge, Wasserskorpion, Teichfrosch, Widderchen, Zauneidechse, Zwergtaucher

## Landschaftspflege
Der nördliche Rand des Naturschutzgebietes wird vom NABU Köln gepflegt. Die Sandtrockenrasen werden jährlich gemäht und die Brombeersträucher geschnitten, damit die Offenlandfläche nicht Jahr für Jahr kleiner wird.
An den Sandmagerrasen grenzt ein ehemaliger Parkplatz mit versiegelten Bodenflächen. Diese haben sich im Laufe der Jahre wellig verformt und es sind kleine Tümpel entstanden, die den Amphibienbeständen vor Ort als Laichplätze dienen. Auch dieser Bereich wird jährlich von Bäumen und Sträuchern befreit und offen gehalten, damit die zahlreiche Lebewesen der Offenstandorte nicht ihren Lebensraum verlieren.